# Lunge
Lunge é uma vila e comuna angolana que se localiza na província do Huambo, pertencente ao município de Bailundo.